# Michael Johnson (cantor)
Michael Johnson (Alamosa, Colorado, 8 de agosto de 1944 – Minneapolis, Minnesota, 25 de julho de 2017) foi um cantor norte-americano de pop e folk, compositor e guitarrista.
Sua canção mais conhecida é "Bluer than blue", lançada em 1978. Teve quatro hits na Billboard Hot 100, e nove na parada Hot Country Songs, incluindo dois hits número um no país em 1986: "Give me wings"e "The moon is still over her shoulder". Ele também co-escreveu o single de estréia de 1990 do grupo 4 Runner, Cain's Blood.

## Álbuns
| Ano  | Álbum                                                         | Chart Positions | Chart Positions | Chart Positions | Gravadora          |
| Ano  | Álbum                                                         | US Country      | US              | CAN             | Gravadora          |
| ---- | ------------------------------------------------------------- | --------------- | --------------- | --------------- | ------------------ |
| 1973 | There Is a Breeze                                             |                 |                 |                 | Atco               |
| 1975 | For All You Mad Musicians                                     |                 |                 |                 | Sanskrit           |
| 1977 | Ain't Dis Da Life                                             |                 |                 |                 | Sanskrit           |
| 1978 | The Michael Johnson Album                                     |                 | 81              | 83              | EMI                |
| 1979 | Dialogue                                                      |                 | 157             |                 | EMI                |
| 1980 | You Can Call Me Blue                                          |                 |                 |                 | EMI                |
| 1981 | Home Free                                                     |                 |                 |                 | EMI                |
| 1983 | Lifetime Guarantee                                            |                 |                 |                 | EMI                |
| 1986 | Wings                                                         | 26              |                 |                 | RCA                |
| 1988 | That's That                                                   |                 |                 |                 | RCA                |
| 1990 | The Best of Michael Johnson                                   |                 |                 |                 | RCA                |
| 1992 | Michael Johnson                                               |                 |                 |                 | Atlantic           |
| 1995 | Departure                                                     |                 |                 |                 | Vanguard           |
| 1997 | Then and Now                                                  |                 |                 |                 | Intersound         |
| 1999 | The Very Best of Michael Johnson: Bluer Than Blue (1978–1995) |                 |                 |                 | Razor & Tie        |
| 2000 | LIVE at the Bluebird Cafe                                     |                 |                 |                 | American Originals |
| 2002 | Classic Masters                                               |                 |                 |                 | EMI                |
| 2005 | Always - Roberto Bianco with Michael Johnson                  |                 |                 |                 | Yellow Rose        |

## Singles
| Ano  | Single                                                 | Peak chart positions | Peak chart positions | Peak chart positions | Peak chart positions | Peak chart positions | Peak chart positions | Álbum                     |
| Ano  | Single                                                 | US Country           | US                   | US AC                | CAN Country          | CAN                  | CAN AC               | Álbum                     |
| ---- | ------------------------------------------------------ | -------------------- | -------------------- | -------------------- | -------------------- | -------------------- | -------------------- | ------------------------- |
| 1978 | "Bluer Than Blue"                                      | —                    | 12                   | 1                    | —                    | 6                    | 1                    | The Michael Johnson Album |
| 1978 | "Almost Like Being in Love"                            | —                    | 32                   | 4                    | —                    | 40                   | 10                   | The Michael Johnson Album |
| 1979 | "This Night Won't Last Forever"                        | —                    | 19                   | 5                    | —                    | 66                   | 9                    | Dialogue                  |
| 1979 | "I'll Always Love You"                                 | —                    | —                    | —                    | —                    | —                    | —                    | Dialogue                  |
| 1980 | "You Can Call Me Blue"                                 | —                    | 86                   | —                    | —                    | —                    | 37                   | You Can Call Me Blue      |
| 1986 | "Gotta Learn to Love Without You"                      | 12                   | —                    | —                    | —                    | —                    | —                    | Wings                     |
| 1986 | "Give Me Wings"                                        | 1                    | —                    | —                    | 3                    | —                    | —                    | Wings                     |
| 1987 | "The Moon Is Still Over Her Shoulder"                  | 1                    | —                    | —                    | 2                    | —                    | —                    | Wings                     |
| 1987 | "Ponies"                                               | 26                   | —                    | —                    | —                    | —                    | —                    | Wings                     |
| 1987 | "Crying Shame"                                         | 4                    | —                    | —                    | 8                    | —                    | —                    | That's That               |
| 1988 | "I Will Whisper Your Name"                             | 7                    | —                    | —                    | 19                   | —                    | —                    | That's That               |
| 1988 | "That's That"                                          | 9                    | —                    | —                    | -                    | —                    | —                    | That's That               |
| 1989 | "Roller Coaster Run (Up Too Slow, Down Too Fast)"      | 52                   | —                    | —                    | —                    | —                    | —                    | That's That               |
| 1997 | "Whenever I Call You Friend" (featuring Alison Krauss) | —                    | —                    | —                    | —                    | —                    | —                    | Then and Now              |